# Peter Eric Petersson
Peter Eric Petersson, född 2 oktober 1759 i Adelövs socken, Östergötlands län, död 11 mars 1848 i Varvs socken, Östergötlands län, var en svensk präst.

## Biografi
Peter Eric Petersson föddes 1759 på Ingelsbo i Adelövs socken. Han var son till godsinspektoren Axel Petersson och Christina Isberg. Petersson blev höstterminen 1777 student vid Uppsala universitet och höstterminen 1780 vid Lunds universitet. Han blev 1781 filosofie kandidat och prästvigdes 22 september 1782 till pastorsadjunkt i Trehörna församling, Trehörna pastorat. Petersson blev 1784 vice pastor i församlingen och tog 16 juni samma år pastoralexamen. Han blev 27 juli 1785 kyrkoherde i Trehörna församling och tillträdde 1786. Petersson blev 9 april 1817 kyrkoherde i Varvs församling med tillträde samma år och blev 27 september 1820 prost. Den 1 februari 1841 blev han senior i Linköpings stift. Petersson avled 1848 i Varvs socken och begravdes på Styra kyrkogård.

### Familj
Petersson gifte sig första gången 6 juni 1786 med Margareta Nygren (1768–1806), som var dotter till kyrkoherden Petrus Nygren och Dorothea Christina Trolle i Skeppsås socken. De fick tillsammans barnen Christina Margareta (1787–1878), Per Axle (1788–1798), Samuel Erik Petersson, Anna Dorothea (1792–1867), Carl Jacob Petersson, Anders Johan Leonard (1796–1798), Per Leonard (1798–1799), Per Gustaf (1800–1871), Anders Johan Petersson (1802–1872) och Elisabeth Brita Maria. Petersson gifte sig andra gången 13 september 1808 med Hedvig Magdalena Runberg (1765–1813), som var dotter till kyrkoherden Johan Runberg i Ulrika socken samt änka efter sekreteraren Martin Gustaf Planck på Farsebo i Ulrika socken.
Petersson gifte sig tredje gången 15 september 1814 med Maria Gustava Duse (1769–1853), som var dotter till majoren Leonard Duse och Catharina Maria Schenbom samt änka efter extra ordinarie bataljonspredikanten Johan Adam Duse.